# Hillsboro, Oregon
Hillsboro là thành phố lớn thứ năm trong tiểu bang Oregon và là quận lị của Quận Washington. Nằm trong Thung lũng Tualatin bên phía tây Vùng đô thị Portland, thành phố là nơi có nhiều công ty kỹ thuật cao hình thành nên biệt danh được biết đến là Rừng Silicon. Tính đến năm 2008, dân số ước đoán của thành phố là khoảng 89.000.
Khoảng hàng ngàn năm trước khi dân định cư Mỹ gốc châu Âu đến đây, bộ tộc Atfalati thuộc người Kalapuya đã có mặt tại Thung lũng Tualatin gần nơi mà sau này trở thành thành phố Hillsboro. Khí hậu ôn hòa nhờ ảnh hưởng của Thái Bình Dương đã giúp làm cho khu vực này thích hợp cho việc đánh bắt cá, săn bắn, thu hoạch thực phẩm và nông nghiệp. Người định cư thành lập một cộng đồng ở đây vào năm 1842, sau đó đặt tên là "David Hill", một chính trị gia của Oregon. Giao thông bằng tàu thủy trên sông Tualatin là một phần kinh tế của dân định cư Hillsboro. Khu vực này bắt đầu có xe lửa phục vụ vào đầu thập niên 1870 và xe điện liên đô thị khoảng bốn thập niên sau đó. Những đường sắt này cũng như các xa lộ đã giúp thành phố phát triển dần lên đến 2.000 người vào năm 1910 và khoảng 5.000 vào năm 1950 trước khi các công ty kỹ thuật cao tìm đến đây vào thập niên 1980.
Hillsboro có một chính quyền hội đồng-quản đốc (council-manager government) gồm có một quản đốc thành phố và một hội đồng thành phố do thị trưởng lãnh đạo. Ngoài công nghiệp kỹ thuật cao, các ngành quan trọng đối với nền kinh tế của Hillsboro là chăm sóc y tế, bán lẻ, và nông nghiệp (trong đó có trồng nho và làm rượu nho). Thành phố điều hành hơn 20 công viên và Sân vận động Hillsboro. Chín nơi trong thành phố được ghi trong "Sổ bộ Địa danh Lịch sử Quốc gia Hoa Kỳ". Các phương tiện giao thông gồm có xe riêng, xe buýt công cộng, và xe điện. Các phương tiện hàng không sử dụng Sân bay Hillsboro. Các cư dân nổi tiếng gồm có hai vị thống đốc của Oregon.

## Lịch sử

Tượng điêu khắc ở Công viên Shute

Cộng đồng được thành lập bởi David Hill, Isaiah Kelsey, và Richard Williams là những người đến Thung lũng Tualatin năm 1841 và sau đó là thêm sáu người tiên phong nữa vào năm 1842. Nó có hai tên là East Tualatin Plains và Columbia trước khi trở thành Hillsborough để vinh danh Hill tháng 2 năm 1850 khi ông bán một phần đất của ông tuyên bố chủ quyền cho quận. Trong thời gian này, ngày 5 tháng 2 năm 1850, cộng đồng này được chọn làm trung tâm hành chính của chính quyền quận. Hill được trả 200 đô cho các khu đất dành cho xây dựng thị trấn, nhưng ông mất trước khi chuyện này xảy ra và vợ hóa của ông Lucinda nhận số tiền này. Cách đánh vần tên thành phố sau đó được đơn giản thành Hillsboro. Một nhà nhỏ đơn giản được xây năm 1853 được dùng như một trường học cộng đồng đầu tiên với các lớp học tổ chức lần đầu vào tháng 10 năm 1854. Các tàu đò cung cấp giao thông đến Hillsboro sớm nhất là năm 1867 khi tàu hơi nước Yamhill chạy trên sông Tualatin.
Năm 1871, tuyến đường sắt Oregon và California được đưa vào sử dụng, nhưng chỉ đi qua phía nam của thành phố vì có tranh chấp rằng thành phố không cấp đất cho đường sắt để đổi lấy sự nối kết giao thông đường sắt. Hillsboro được tổ chức vào năm 1876. Thị trưởng đầu tiên là A. Luelling tuyên thệ vào ngày 8 tháng 12 năm  1876 và phục vụ một nhiệm kỳ một năm.
Năm 1852, một tòa nhà gạch được xây làm nơi làm việc cho chính quyền quận, theo sau là một tòa án bằng gạch năm 1873. Sau đó vào năm 1891, tòa án được sửa kiểu và một tháp đồng hồ được thêm vào. Nó được mở rộng thêm vào năm 1912. Năm 1928, một tòa án mới được xây dựng để thay thế tòa nhà bằng gạch, với lần sửa kiểu cuối là năm 1972 khi tòa nhà dịch vụ pháp lý được xây và liên hợp vào trong tòa nhà có sẵn.
Sở cứu hỏa đầu tiên của thành phố được tổ chức năm 1880. Hillsboro xây hệ thống ống cống đầu tiên của nó vào năm 1911 trong khi đó thì việc xử lý cống chưa thêm vào cho đến năm 1936. Năm 1913, thành phố xây hệ thống cấp nước của mình để phục vụ cư dân trong thành phố. Thư viện đầu tiên mở vào tháng 12 năm 1914.
Năm 1980, Intel bắt đầu xây dựng cơ sở sản xuất đầu tiên của nó tại Hillsboro. Đầu tiên là Khu sản xuất Jones Farm gần phi trường, theo sau là Hawthorne Farm và cuối cùng là Ronler Acres bắt đầu được xây năm 1994. TriMet nối rộng hệ thống xe điện có tên MAX vào thành phố trong thập niên 1990 và mở cho phục vụ vào năm 1998. Một tòa thị sảnh mới được hoàn thành năm 2005.

### Các địa danh lịch sử được công nhận
Các bất động sản được liệt kê trên "Danh sách của địa danh lịch sử quốc gia Hoa Kỳ" bên trong và xung quanh thành phố Hillsboro gồm có Nhà thờ cổ Scotland (Old Scotch Church), được hoàn thành năm 1876 ở phía bắc thành phố. Gần khu dân cư Orenco là nông trại Imbrie gồm có một ngôi nhà được xây dựng vào năm 1866 và chuồng ngựa Frank Imbrie. Cả hai được McMenamins cải biến dùng làm nơi vừa bán và làm rượu bia. Được xây dựng vào năm 1935, Ngôi nhà Harold Wass Ray nằm gần khu sản xuất "Hawthorn Farm" của Intel. Các bất động sản lịch sử tại trung tâm thành phố còn có Ngôi nhà Zula Linklater (xây xong năm 1923), Ngôi nhà Rice-Gates (1890), Ngôi nhà Edward Schulmerich (khoảng 1915), và  Ngôi nhà Charles Shorey (khoảng 1908). Ngôi nhà Richard và Helen Rice House nằm cạnh Xa lộ Hoàng hôn trên rìa phía bắc thành phố được dùng làm Bảo tàng Đá và Khoáng chất Tây Bắc Rice. Nhà tù củ của quận Washington trước đây nằm ở khu đất hội chợ quận trong thành phố, nhưng được trùng tu và dời về Bảo tàng quận Washington bên ngoài thành phố từ năm 2004. Nó bị xóa khỏi danh sách những địa danh lịch sử quốc gia năm 2008. Năm 2007, nông trại Manning-Kamna được liệt kê trên danh sách những địa danh lịch sử quốc gia, bao gồm 10 tòa nhà có lịch sử ít nhất là năm 1883.

## Địa lý
Hillsboro nằm ở vị trí 45°31′23″B 122°59′18″T / 45,52306°B 122,98833°TĐã đưa tham số không hợp lệ vào hàm {{#coordinates:}}. Cục Điều tra Dân số Hoa Kỳ báo cáo rằng thành phố có tổng diện tích là 21,6 dặm vuông (55,9 km²), tất cả là đất. Đến năm 2006, Hillsboro tự báo cáo là có tổng diện tích 22,8 dặm vuông (59,052 km²).
Hillsboro nằm trong Thung lũng Tualatin, và sông Tualatin hình thành ranh giới phía nam của thành phố. Địa hình của thành phố tương đối bằng phẳng, thích hợp cho nông nghiệp khi xưa và hiện nay các nông trại vẫn còn hoạt động.  Hillsboro nằm cách Portland khoảng 18 dặm Anh về phía tây và nằm ngay phía tây Beaverton. Ngoài sông Tualatin, những bộ phận nước khác bao gồm Lạch Dairy, Lạch McKay, Lạch Rock, Lạch Dawson, và Lạch Turner.

## Khí hậu
Mùa hè thường thì ấm, nhưng nhiệt độ quanh năm thì ôn hoà nhờ ảnh hưởng gió từ Thái Bình Dương. Thung lũng Willamette mà Hillsboro nằm bên trong nhận nhiều lượng nước mưa suốt những tháng mùa đông, nhiều nhất là từ tháng 11 đến tháng 3, với 161 ngày mưa mỗi năm. Lượng mưa trung bình hàng năm giữa năm 1930 và 1998 là 38 inch. Tháng tám là tháng nóng nhất với nhiệt độ cao trung bình là 80,2 °F (26,78 °C), trong lúc tháng giêng là tháng lạnh nhất trung bình vào khoảng 45,3 °F (7,39 °C). Nhiệt độ cao trung bình trong năm là 62,4 °F (16,89 °C). Nhiệt độ trung bình lạnh nhất là trong tháng giêng có khi nhiệt độ xuống đến 32,5 °F (0,3 °C). Nhiệt độ thấp trung bình cả năm là 41,3 °F (5,17 °C).

## Kinh tế

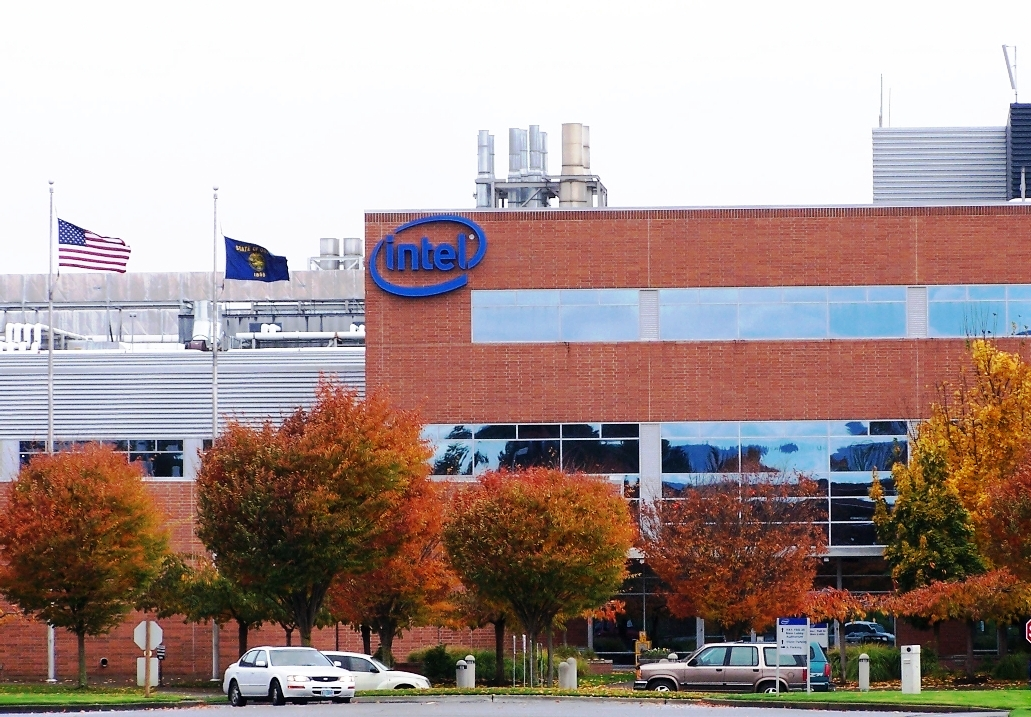
Cơ sở sản xuất Ronler Acres của Intel

Nhiều công ty kỹ thuật hoạt động tại Hillsboro, làm cho thành phố trở thành trung tâm Rừng Silicon (Silicon Forest) của Oregon. Đặc biệt, nơi lớn nhất của Intel trên toàn thế giới là ở Hillsboro với ba khu sản xuất là Ronler Acres, Jones Farm, và Hawthorn Farm cùng với nhiều khu sản xuất nhỏ khác.  Bộ phận sản xuất máy chủ cao cấp của Sun Microsystems có tổng hành dinh tại thành phố. Các công ty kỹ thuật cao khác có cơ sở tại Hillsboro gồm có Yahoo!, Công ty FEI, Credence Systems, Synopsys, Epson, và TriQuint Semiconductor.
Hillsboro là tổng hành dinh công ty Corillian, Lattice Semiconductor, RadiSys và Planar Systems.
Vào tháng 3 năm 2006, Genentech thông báo kế hoạch tìm một cơ sở phân phối và đóng gói trên 100 mẫu Anh tại Hillsboro. Thành phố cũng là điểm khởi động của ba hệ thống tuyến cáp quang nối Hoa Kỳ xuyên Thái Bình Dương: C2C, Southern Cross Cable, và VSNL Transpacific. Fujitsu và NEC trước đây có nhà máy tại Hillsboro. Ngoài ra, Hillsboro là tổng hành dinh công ty của Rodgers Instruments, Soloflex, Pizza Schmizza, và Parr Lumber.

## Những cư dân nổi tiếng
- Erik Ainge, cầu thủ bóng bầu dục
- Wally Backman, cầu thủ bóng chày
- Scott Brosius, cầu thủ bóng chày
- Phil Knight, sáng lập viên công ty Nike.[33]
- Tiffeny Milbrett, cầu thủ bóng đá
- Tommy Overstreet, ca sĩ nhạc đồng quê[34]
- Roddy Piper, vận động viên vật nhà nghề[35]
- Wes Schulmerich, cầu thủ bóng chày
- Samuel Thurston, đại diện quốc hội đầu tiên từ Oregon
- Thomas Tongue, cựu thẩm phán Tối cao pháp viện Oregon
- Thomas H. Tongue, cựu dân biểu
- James Withycombe, cựu thống đốc Oregon

## Thành phố kết nghĩa
- Fukuroi, Nhật Bản.